# 加藤二郎 (ドイツ文学者)
加藤 二郎（かとう じろう、1925年2月26日 - 2015年3月3日）は、ドイツ文学者、一橋大学名誉教授。
神奈川県生まれ。1951年東京帝国大学文学部独文科卒業。53年同大学院中退、54年明治学院大学講師、1961年電気通信大学助教授、1967年一橋大学社会学部助教授、70年教授、1988年定年退官、名誉教授、神奈川大学教授。95年退職。ロベルト・ムージルが専門で『特性のない男』を全訳した。叙従四位。

## 翻訳
- ローベルト・ムシル『特性のない男』全4巻、柳川成男・北野富志雄共訳、河出書房新社 1965‐66
  - 抜粋『特性のない男』「ムシル　グリーン版世界文学全集 第Ⅱ期23巻」河出書房新社 1964
- ゴーロ・マン『歴史論』全2巻 宮野悦義共訳 法政大学出版局 叢書・ウニベルシタス 1972‐73。トーマス・マンの第三子（1909-1994）
- イェーシュ・ジュラ『プスタの民』法政大学出版局 叢書・ウニベルシタス 1974
- テオドール・ヘラー『治療教育学の基礎』菅修共訳 日本精神薄弱者愛護協会 1977
- ヴォルフガング・シベルブシュ『鉄道旅行の歴史 十九世紀における空間と時間の工業化』法政大学出版局 1982、新版2011
- ウルリヒ・ホルストマン『人間怪物論 人間脱走の哲学の素描』法政大学出版局 叢書・ウニベルシタス 1984
- 『ムージル著作集第1‐6巻　特性のない男』松籟社 1992‐95　単独での改訳版
- アードルフ・フリゼー編『ムージル読本 別の人間を見出すための試み』早坂七緒、赤司英一郎共訳 法政大学出版局 1994

## 参考
- 「鉄道旅行の歴史」紹介
- 加藤二郎名誉教授略年譜・著作目録 一橋論叢 1989-03